# Долгозеро (озеро, Вытегорский район, восточное)
Долгозеро — пресноводное озеро на территории Оштинского сельского поселения Вытегорского района Вологодской области.

## Физико-географическая характеристика
Площадь озера — 1,9 км². Располагается на высоте 217,7 метров над уровнем моря.
Форма озера лопастная: оно состоит из двух плёсов, разделённых протокой. Берега изрезанные, каменисто-песчаные, преимущественно возвышенные.
Долгозеро протокой соединяется с Шимозером и вместе с Линжозером и Яньдозером все четыре водоёма образуют бессточную область и принадлежат басейну реки Мегры, впадающей в Онежское озеро.
В озере расположено не менее трёх небольших безымянных островов.
Населённые пункты вблизи водоёма отсутствуют.
Код объекта в государственном водном реестре — 01040100611102000020032.